# Cabecera municipal
Cabecera municipal (do castelhano: "cabeceira municipal"), sede do município, ou capital municipal, na administração local, é o local onde se concentram as autoridades administrativas de uma região ou município.

## México
A cabecera municipal é a povoação que onde se localizam as funções administrativas de um município, também definida como o lugar onde o município tem os seus serviços mais importantes (prefeitura, finanças, registro predial).
Alguns municípios têm suas subdivisões locais; na Baixa Califórnia, onde os municípios podem ser muito extensos, como Ensenada ou Mexicali, os distritos mais afastados estão agrupados em delegações, onde a população municipal pode estar representada por uma cabecera delegacional.

## Colômbia
A cabecera municipal é um termo utilizado na Colômbia para se referir à povoação principal de um município de médio ou pequeno tamanho que tenha várias localidades; na cabecera é onde se encontram a prefeitura e a igreja principal. A cidade pode servir como um centro para a região em geral.
Este termo é geralmente utilizado nos municípios de médio porte, mas com grande significado como Ocaña e Pamplona (Colômbia) em Norte de Santander, uma vez que alguns deles existem várias vilas e aldeias, que são, em sua jurisdição.